# Campionatul Mondial de Fotbal Feminin 2015
Campionatul Mondial de Fotbal Feminin 2015 a fost a șaptea ediție a Campionatului Mondial de Fotbal Feminin. A avut loc între 6 iunie și 5 iulie 2015 în Canada, țară care a obținut drepturile de a-l organiza, în martie 2011. În finală s-au întâlnit Statele Unite și Japonia, americancele impunându-se cu scorul de 5–2.

## Calificări
Pentru acest turneu, numărul de participanți a fost extins de la 16 la 24, cu numărul de meciuri crescând de la 32 la 52. Pe 11 iunie 2012, FIFA a anunțat o schimbare la alocare numărului de echipe calificate pentru confederațile intercontinentale. Comitetul Executiv al FIFA a aprobat următoare listă:
- AFC (Asia): 5 echipe (de la 3)
- CAF (Africa): 3 echipe (de la 2)
- CONCACAF (America de Nord, Caribe): 3+1 (gazda) echipe (de la 2)
- CONMEBOL (America de Sud): 2 echipe (la fel ca în 2011)
- OFC (Oceania): 1 echipă (la fel ca în 2011)
- UEFA (Europa): 8 echipe (de la 4+1)

După ce  Coreea de Nord a avut mai mulți jucători, cu rezultate pozitive la testele anti-doping din timpul Campionatului Mondial din 2011, FIFA a pedepsit echipa Coreei de Nord prin interdicția participării la Campionatul Mondial din 2015 din Canada. Aceasta a fost prima oară când o echipă a fost exclusă de la participarea la un campionat mondial.

### Echipe calificate
În paranteze este indicată poziția din ultimul clasament FIFA publicat înainte de turneu (martie 2015).
| AFC (5) - Australia (10) - China (16) - Japonia (4) - Coreea de Sud (18) - Thailanda (29) CAF (3) - Camerun (53) - Coasta de Fildeș (67) - Nigeria (33) | CONCACAF (4) - Canada (8) (hosts) - Costa Rica (37) - Mexic (25) - Statele Unite (2) CONMEBOL (3) - Brazilia (7) - Columbia (28) - Ecuador (48) OFC (1) - Noua Zeelandă (17) | UEFA (8) - Anglia (6) - Franța (3) - Germania (1) - Țările de Jos (12) - Norvegia (11) - Spania (14) - Suedia (5) - Elveția (19) |  |

## Orașe
Orașele Vancouver, Edmonton, Winnipeg, Ottawa, Montreal și Moncton au fost alese pentru a organiza turneului. Halifax la fel a candidat să fie gazdă, dar s-a retras de pe listă în martie 2012. Toronto a decis să nu participe, dat fiind un potențial conflict cu Jocurile Panamericane din 2015. Din cauza politicii FIFA contra denumirilor comerciale a stadioanelor, arenele Investors Group Field din Winnipeg și TD Place Stadium din Ottawa au fost cunoscute respectiv ca Winnipeg Stadium și Lansdowne Stadium pe durata turneului. 
| Vancouver                                      | Edmonton                                        | Winnipeg                                     | Ottawa                                                 |
| ---------------------------------------------- | ----------------------------------------------- | -------------------------------------------- | ------------------------------------------------------ |
| BC Place                                       | Commonwealth Stadium                            | Winnipeg Stadium                             | Lansdowne Stadium                                      |
| 49°16′36″N 123°6′43″V / 49.27667°N 123.11194°V | 53°33′35″N 113°28′34″V / 53.55972°N 113.47611°V | 49°48′28″N 97°8′45″V / 49.80778°N 97.14583°V | 45°23′53.44″N 75°41′1.14″V / 45.3981778°N 75.6836500°V |
| Capacitate: 54,320                             | Capacitate: 53,058                              | Capacitate: 33,422                           | Capacitate: 24,000                                     |
| Suprafață: Polytan LigaTurf                    | Suprafață: FieldTurf Duraspine                  | Suprafață: FieldTurf Revolution              | Suprafață: FieldTurf                                   |
| Fus orar: PDT (UTC−7)                          | Fus orar: MDT (UTC−6)                           | Fus orar: CDT (UTC−5)                        | Fus orar: EDT (UTC−4)                                  |
|                                                |                                                 |                                              |                                                        |
| EdmontonMonctonMontrealOttawaVancouverWinnipeg | EdmontonMonctonMontrealOttawaVancouverWinnipeg  | Montreal                                     | Moncton                                                |
| EdmontonMonctonMontrealOttawaVancouverWinnipeg | EdmontonMonctonMontrealOttawaVancouverWinnipeg  | Olympic Stadium                              | Moncton Stadium                                        |
| EdmontonMonctonMontrealOttawaVancouverWinnipeg | EdmontonMonctonMontrealOttawaVancouverWinnipeg  | 45°33′28″N 73°33′7″V / 45.55778°N 73.55194°V | 46°6′30″N 64°47′0″V / 46.10833°N 64.78333°V            |
| EdmontonMonctonMontrealOttawaVancouverWinnipeg | EdmontonMonctonMontrealOttawaVancouverWinnipeg  | Capacitate: 56,040                           | Capacitate: 13,000                                     |
| EdmontonMonctonMontrealOttawaVancouverWinnipeg | EdmontonMonctonMontrealOttawaVancouverWinnipeg  | Suprafață: Xtreme Turf                       | Suprafață: FieldTurf                                   |
| EdmontonMonctonMontrealOttawaVancouverWinnipeg | EdmontonMonctonMontrealOttawaVancouverWinnipeg  | Fus orar: EDT (UTC−4)                        | Fus orar: ADT (UTC−3)                                  |
| EdmontonMonctonMontrealOttawaVancouverWinnipeg | EdmontonMonctonMontrealOttawaVancouverWinnipeg  |                                              |                                                        |

Notă: Capacitatea indicată este cea configurată pentru meciurile de fotbal sub egida FIFA.

## Faza grupelor
Alegerea grupelor a fost stabilită la data de 21 martie 2013, cu gazda Canada poziționată în grupa A.

### Grupa A
| Loc | Echipa        | MJ | V | E | Î | GM | GP | DG | Pct | Note                       |
| --- | ------------- | -- | - | - | - | -- | -- | -- | --- | -------------------------- |
| 1   | Canada (H)    | 3  | 1 | 2 | 0 | 2  | 1  | +1 | 5   | Acced în faza eliminatorie |
| 2   | China         | 3  | 1 | 1 | 1 | 3  | 3  | 0  | 4   | Acced în faza eliminatorie |
| 3   | Țările de Jos | 3  | 1 | 1 | 1 | 2  | 2  | 0  | 4   | Acced în faza eliminatorie |
| 4   | Noua Zeelandă | 3  | 0 | 2 | 1 | 2  | 3  | −1 | 2   |                            |

| 6 June 2015   |  |     |  |               |                                |
| Canada        |  | 1–0 |  | China         | Commonwealth Stadium, Edmonton |
| Noua Zeelandă |  | 0–1 |  | Țările de Jos | Commonwealth Stadium, Edmonton |
| 11 June 2015  |  |     |  |               |                                |
| China         |  | 1–0 |  | Țările de Jos | Commonwealth Stadium, Edmonton |
| Canada        |  | 0–0 |  | Noua Zeelandă | Commonwealth Stadium, Edmonton |
| 15 June 2015  |  |     |  |               |                                |
| Țările de Jos |  | 1–1 |  | Canada        | Olympic Stadium, Montreal      |
| China         |  | 2–2 |  | Noua Zeelandă | Winnipeg Stadium, Winnipeg     |

### Grupa B
| Loc | Echipa           | MJ | V | E | Î | GM | GP | DG  | Pct | Note                       |
| --- | ---------------- | -- | - | - | - | -- | -- | --- | --- | -------------------------- |
| 1   | Germania         | 3  | 2 | 1 | 0 | 15 | 1  | +14 | 7   | Acced în faza eliminatorie |
| 2   | Norvegia         | 3  | 2 | 1 | 0 | 8  | 2  | +6  | 7   | Acced în faza eliminatorie |
| 3   | Thailanda        | 3  | 1 | 0 | 2 | 3  | 10 | −7  | 3   |                            |
| 4   | Coasta de Fildeș | 3  | 0 | 0 | 3 | 3  | 16 | −13 | 0   |                            |

| 7 June 2015      |  |      |  |                  |                            |
| Norvegia         |  | 4–0  |  | Thailanda        | Lansdowne Stadium, Ottawa  |
| Germania         |  | 10–0 |  | Coasta de Fildeș | Lansdowne Stadium, Ottawa  |
| 11 June 2015     |  |      |  |                  |                            |
| Germania         |  | 1–1  |  | Norvegia         | Lansdowne Stadium, Ottawa  |
| Coasta de Fildeș |  | 2–3  |  | Thailanda        | Lansdowne Stadium, Ottawa  |
| 15 June 2015     |  |      |  |                  |                            |
| Thailanda        |  | 0–4  |  | Germania         | Winnipeg Stadium, Winnipeg |
| Coasta de Fildeș |  | 1–3  |  | Norvegia         | Moncton Stadium, Moncton   |

### Grupa C
| Loc | Echipa  | MJ | V | E | Î | GM | GP | DG  | Pct | Note                       |
| --- | ------- | -- | - | - | - | -- | -- | --- | --- | -------------------------- |
| 1   | Japonia | 3  | 3 | 0 | 0 | 4  | 1  | +3  | 9   | Acced în faza eliminatorie |
| 2   | Camerun | 3  | 2 | 0 | 1 | 9  | 3  | +6  | 6   | Acced în faza eliminatorie |
| 3   | Elveția | 3  | 1 | 0 | 2 | 11 | 4  | +7  | 3   | Acced în faza eliminatorie |
| 4   | Ecuador | 3  | 0 | 0 | 3 | 1  | 17 | −16 | 0   |                            |

| 8 June 2015  |  |      |  |         |                                |
| Camerun      |  | 6–0  |  | Ecuador | BC Place, Vancouver            |
| Japonia      |  | 1–0  |  | Elveția | BC Place, Vancouver            |
| 12 June 2015 |  |      |  |         |                                |
| Elveția      |  | 10–1 |  | Ecuador | BC Place, Vancouver            |
| Japonia      |  | 2–1  |  | Camerun | BC Place, Vancouver            |
| 16 June 2015 |  |      |  |         |                                |
| Ecuador      |  | 0–1  |  | Japonia | Winnipeg Stadium, Winnipeg     |
| Elveția      |  | 1–2  |  | Camerun | Commonwealth Stadium, Edmonton |

### Grupa D
| Loc | Echipa        | MJ | V | E | Î | GM | GP | DG | Pct | Note                       |
| --- | ------------- | -- | - | - | - | -- | -- | -- | --- | -------------------------- |
| 1   | Statele Unite | 3  | 2 | 1 | 0 | 4  | 1  | +3 | 7   | Acced în faza eliminatorie |
| 2   | Australia     | 3  | 1 | 1 | 1 | 4  | 4  | 0  | 4   | Acced în faza eliminatorie |
| 3   | Suedia        | 3  | 0 | 3 | 0 | 4  | 4  | 0  | 3   | Acced în faza eliminatorie |
| 4   | Nigeria       | 3  | 0 | 1 | 2 | 3  | 6  | −3 | 1   |                            |

| 8 June 2015   |  |     |  |               |                                |
| Suedia        |  | 3–3 |  | Nigeria       | Winnipeg Stadium, Winnipeg     |
| Statele Unite |  | 3–1 |  | Australia     | Winnipeg Stadium, Winnipeg     |
| 12 June 2015  |  |     |  |               |                                |
| Australia     |  | 2–0 |  | Nigeria       | Winnipeg Stadium, Winnipeg     |
| Statele Unite |  | 0–0 |  | Suedia        | Winnipeg Stadium, Winnipeg     |
| 16 June 2015  |  |     |  |               |                                |
| Nigeria       |  | 0–1 |  | Statele Unite | BC Place, Vancouver            |
| Australia     |  | 1–1 |  | Suedia        | Commonwealth Stadium, Edmonton |

### Grupa E
| Loc | Echipa        | MJ | V | E | Î | GM | GP | DG | Pct | Note                       |
| --- | ------------- | -- | - | - | - | -- | -- | -- | --- | -------------------------- |
| 1   | Brazilia      | 3  | 3 | 0 | 0 | 4  | 0  | +4 | 9   | Acced în faza eliminatorie |
| 2   | Coreea de Sud | 3  | 1 | 1 | 1 | 4  | 5  | −1 | 4   | Acced în faza eliminatorie |
| 3   | Costa Rica    | 3  | 0 | 2 | 1 | 3  | 4  | −1 | 2   |                            |
| 4   | Spania        | 3  | 0 | 1 | 2 | 2  | 4  | −2 | 1   |                            |

| 9 June 2015   |  |     |  |               |                           |
| Spania        |  | 1–1 |  | Costa Rica    | Olympic Stadium, Montreal |
| Brazilia      |  | 2–0 |  | Coreea de Sud | Olympic Stadium, Montreal |
| 13 June 2015  |  |     |  |               |                           |
| Brazilia      |  | 1–0 |  | Spania        | Olympic Stadium, Montreal |
| Coreea de Sud |  | 2–2 |  | Costa Rica    | Olympic Stadium, Montreal |
| 17 June 2015  |  |     |  |               |                           |
| Costa Rica    |  | 0–1 |  | Brazilia      | Moncton Stadium, Moncton  |
| Coreea de Sud |  | 2–1 |  | Spania        | Lansdowne Stadium, Ottawa |

### Grupa F
| Loc | Echipa   | MJ | V | E | Î | GM | GP | DG | Pct | Note                       |
| --- | -------- | -- | - | - | - | -- | -- | -- | --- | -------------------------- |
| 1   | Franța   | 3  | 2 | 0 | 1 | 6  | 2  | +4 | 6   | Acced în faza eliminatorie |
| 2   | Anglia   | 3  | 2 | 0 | 1 | 4  | 3  | +1 | 6   | Acced în faza eliminatorie |
| 3   | Columbia | 3  | 1 | 1 | 1 | 4  | 3  | +1 | 4   | Acced în faza eliminatorie |
| 4   | Mexic    | 3  | 0 | 1 | 2 | 2  | 8  | −6 | 1   |                            |

| 9 June 2015  |  |     |  |          |                           |
| Franța       |  | 1–0 |  | Anglia   | Moncton Stadium, Moncton  |
| Columbia     |  | 1–1 |  | Mexic    | Moncton Stadium, Moncton  |
| 13 June 2015 |  |     |  |          |                           |
| Franța       |  | 0–2 |  | Columbia | Moncton Stadium, Moncton  |
| Anglia       |  | 2–1 |  | Mexic    | Moncton Stadium, Moncton  |
| 17 June 2015 |  |     |  |          |                           |
| Mexic        |  | 0–5 |  | Franța   | Lansdowne Stadium, Ottawa |
| Anglia       |  | 2–1 |  | Columbia | Olympic Stadium, Montreal |

### Echipele de pe locul 3
Cele mai bune patru echipe care au terminat pe locul trei în grupele lor, acced în faza eliminatorie alături de cele șase câștigătoare ale grupelor și cele șase echipe clasate pe locurile doi în grupele lor. Cele mai bune echipe de pe locul 3 au fost determinate după următoarele criterii:
1. punctel obținute în meciurile din grupe;
2. diferența de goluri în grupe;
3. numărul de goluri marcate în grupe.

| Loc | Grupa | Echipa        | MJ | V | E | Î | GM | GP | DG | Pct | Note              |
| --- | ----- | ------------- | -- | - | - | - | -- | -- | -- | --- | ----------------- |
| 1   | F     | Columbia      | 3  | 1 | 1 | 1 | 4  | 3  | +1 | 4   | Faza eliminatorie |
| 2   | A     | Țările de Jos | 3  | 1 | 1 | 1 | 2  | 2  | 0  | 4   | Faza eliminatorie |
| 3   | C     | Elveția       | 3  | 1 | 0 | 2 | 11 | 4  | +7 | 3   | Faza eliminatorie |
| 4   | D     | Suedia        | 3  | 0 | 3 | 0 | 4  | 4  | 0  | 3   | Faza eliminatorie |
| 5   | B     | Thailanda     | 3  | 1 | 0 | 2 | 3  | 10 | −7 | 3   |                   |
| 6   | E     | Costa Rica    | 3  | 0 | 2 | 1 | 3  | 4  | −1 | 2   |                   |

În faza următoare, aceste patru echipe au fost repartizate să joace cu câștigătoarele grupelor A, B, C și D, conform unui tabel publicat în Secțiunea 28 din regulamentul turneului.

## Faza eliminatorie
|  | Optimi de finală    | Optimi de finală    |                     |       | Sferturi de finală | Sferturi de finală |                   |                   | Semifinale | Semifinale |  |  | Finala | Finala |
|  |                     |                     |                     |       |                    |                    |                   |                   |            |            |  |  |        |        |
|  | 20 June – Edmonton  |                     |                     |       |                    |                    |                   |                   |            |            |  |  |        |        |
|  |                     |                     |                     |       |                    |                    |                   |                   |            |            |  |  |        |        |
|  | China               | 1                   |                     |       |                    |                    |                   |                   |            |            |  |  |        |        |
|  | China               | 1                   | 26 June – Ottawa    |       |                    |                    |                   |                   |            |            |  |  |        |        |
|  | Camerun             | 0                   |                     |       |                    |                    |                   |                   |            |            |  |  |        |        |
|  | Camerun             | 0                   | China               | 0     |                    |                    |                   |                   |            |            |  |  |        |        |
|  | 22 June – Edmonton  |                     | China               | 0     |                    |                    |                   |                   |            |            |  |  |        |        |
|  |                     | Statele Unite       | 1                   |       |                    |                    |                   |                   |            |            |  |  |        |        |
|  | Statele Unite       | Statele Unite       | 1                   | 2     |                    |                    |                   |                   |            |            |  |  |        |        |
|  | Statele Unite       |                     | 30 June – Montreal  | 2     |                    |                    |                   |                   |            |            |  |  |        |        |
|  | Columbia            | 0                   |                     |       |                    |                    |                   |                   |            |            |  |  |        |        |
|  | Columbia            | 0                   | Statele Unite       | 2     |                    |                    |                   |                   |            |            |  |  |        |        |
|  | 20 June – Ottawa    |                     | Statele Unite       | 2     |                    |                    |                   |                   |            |            |  |  |        |        |
|  |                     | Germania            | 0                   |       |                    |                    |                   |                   |            |            |  |  |        |        |
|  | Germania            | Germania            | 0                   | 4     |                    |                    |                   |                   |            |            |  |  |        |        |
|  | Germania            | 26 June – Montreal  |                     | 4     |                    |                    |                   |                   |            |            |  |  |        |        |
|  | Suedia              | 1                   |                     |       |                    |                    |                   |                   |            |            |  |  |        |        |
|  | Suedia              | 1                   | Germania (pen.)     | 1 (5) |                    |                    |                   |                   |            |            |  |  |        |        |
|  | 21 June – Montreal  |                     | Germania (pen.)     | 1 (5) |                    |                    |                   |                   |            |            |  |  |        |        |
|  |                     | Franța              | 1 (4)               |       |                    |                    |                   |                   |            |            |  |  |        |        |
|  | Franța              | Franța              | 1 (4)               | 3     |                    |                    |                   |                   |            |            |  |  |        |        |
|  | Franța              |                     | 5 July – Vancouver  | 3     |                    |                    |                   |                   |            |            |  |  |        |        |
|  | Coreea de Sud       | 0                   |                     |       |                    |                    |                   |                   |            |            |  |  |        |        |
|  | Coreea de Sud       | 0                   | Statele Unite       | 5     |                    |                    |                   |                   |            |            |  |  |        |        |
|  | 21 June – Moncton   |                     | Statele Unite       | 5     |                    |                    |                   |                   |            |            |  |  |        |        |
|  |                     | Japonia             | 2                   |       |                    |                    |                   |                   |            |            |  |  |        |        |
|  | Brazilia            | Japonia             | 2                   | 0     |                    |                    |                   |                   |            |            |  |  |        |        |
|  | Brazilia            | 27 June – Edmonton  |                     | 0     |                    |                    |                   |                   |            |            |  |  |        |        |
|  | Australia           | 1                   |                     |       |                    |                    |                   |                   |            |            |  |  |        |        |
|  | Australia           | 1                   | Australia           | 0     |                    |                    |                   |                   |            |            |  |  |        |        |
|  | 23 June – Vancouver |                     | Australia           | 0     |                    |                    |                   |                   |            |            |  |  |        |        |
|  |                     | Japonia             | 1                   |       |                    |                    |                   |                   |            |            |  |  |        |        |
|  | Japonia             | Japonia             | 1                   | 2     |                    |                    |                   |                   |            |            |  |  |        |        |
|  | Japonia             |                     | 1 July – Edmonton   | 2     |                    |                    |                   |                   |            |            |  |  |        |        |
|  | Țările de Jos       | 1                   |                     |       |                    |                    |                   |                   |            |            |  |  |        |        |
|  | Țările de Jos       | 1                   | Japonia             | 2     |                    |                    |                   |                   |            |            |  |  |        |        |
|  | 22 June – Ottawa    |                     | Japonia             | 2     |                    |                    |                   |                   |            |            |  |  |        |        |
|  |                     | Anglia              | 1                   |       | Finala mică        | Finala mică        |                   |                   |            |            |  |  |        |        |
|  | Norvegia            | Anglia              | 1                   | 1     | Finala mică        | Finala mică        |                   |                   |            |            |  |  |        |        |
|  | Norvegia            | 27 June – Vancouver | 27 June – Vancouver | 1     |                    |                    | 4 July – Edmonton | 4 July – Edmonton |            |            |  |  |        |        |
|  | Anglia              | 27 June – Vancouver | 27 June – Vancouver | 2     |                    |                    | 4 July – Edmonton | 4 July – Edmonton |            |            |  |  |        |        |
|  | Anglia              | Anglia              | 2                   | 2     | Germania           | 0                  |                   |                   |            |            |  |  |        |        |
|  | 21 June – Vancouver | Anglia              | 2                   |       | Germania           | 0                  |                   |                   |            |            |  |  |        |        |
|  |                     | Canada              | 1                   |       | Anglia d.p.        | 1                  |                   |                   |            |            |  |  |        |        |
|  | Canada              | Canada              | 1                   | 1     | Anglia d.p.        | 1                  |                   |                   |            |            |  |  |        |        |
|  | Canada              |                     |                     | 1     |                    |                    |                   |                   |            |            |  |  |        |        |
|  | Elveția             | 0                   |                     |       |                    |                    |                   |                   |            |            |  |  |        |        |
|  | Elveția             | 0                   |                     |       |                    |                    |                   |                   |            |            |  |  |        |        |

Combinația meciurilor din optimile de finală
The third-placed teams which advanced will be placed with the winners of groups A, B, C and D according to a table published in Section 28 of the tournament regulations.
     Combinația according to the four qualified teams
| Third teams qualify from groups: | Canada (1A) joacă vs.: | Germania (1B) joacă vs.: | Japonia (1C) joacă vs.: | SUA (1D) joacă vs.: |
| -------------------------------- | ---------------------- | ------------------------ | ----------------------- | ------------------- |
| A B C D                          | 3C                     | 3D                       | 3A                      | 3B                  |
| A B C E                          | 3C                     | 3A                       | 3B                      | 3E                  |
| A B C F                          | 3C                     | 3A                       | 3B                      | 3F                  |
| A B D E                          | 3D                     | 3A                       | 3B                      | 3E                  |
| A B D F                          | 3D                     | 3A                       | 3B                      | 3F                  |
| A B E F                          | 3E                     | 3A                       | 3B                      | 3F                  |
| A C D E                          | 3C                     | 3D                       | 3A                      | 3E                  |
| A C D F                          | 3C                     | 3D                       | 3A                      | 3F                  |
| A C E F                          | 3C                     | 3A                       | 3F                      | 3E                  |
| A D E F                          | 3D                     | 3A                       | 3F                      | 3E                  |
| B C D E                          | 3C                     | 3D                       | 3B                      | 3E                  |
| B C D F                          | 3C                     | 3D                       | 3B                      | 3F                  |
| B C E F                          | 3E                     | 3C                       | 3B                      | 3F                  |
| B D E F                          | 3E                     | 3D                       | 3B                      | 3F                  |
| C D E F                          | 3C                     | 3D                       | 3F                      | 3E                  |

### Optimi de finală
| Germania                                      | 4–1    | Suedia       |
| --------------------------------------------- | ------ | ------------ |
| Mittag 24' Šašić 36' (pen.), 78' Marozsán 88' | Report | Sembrant 82' |

| China             | 1–0    | Camerun |
| ----------------- | ------ | ------- |
| Wang Shanshan 12' | Report |         |

| Brazilia | 0–1    | Australia |
| -------- | ------ | --------- |
|          | Report | Simon 80' |

| Franța                  | 3–0    | Coreea de Sud |
| ----------------------- | ------ | ------------- |
| Delie 4', 48' Thomis 8' | Report |               |

| Canada       | 1–0    | Elveția |
| ------------ | ------ | ------- |
| Bélanger 52' | Report |         |

| Norvegia        | 1–2    | Anglia                  |
| --------------- | ------ | ----------------------- |
| Gulbrandsen 54' | Report | Houghton 61' Bronze 76' |

| Statele Unite               | 2–0    | Columbia |
| --------------------------- | ------ | -------- |
| Morgan 53' Lloyd 66' (pen.) | Report |          |

| Japonia                    | 2–1    | Țările de Jos    |
| -------------------------- | ------ | ---------------- |
| Ariyoshi 10' Sakaguchi 78' | Report | Van de Ven 90+2' |

### Sferturi de finală
| Germania                                       | 1–1 (d.p.) | Franța                                    |
| ---------------------------------------------- | ---------- | ----------------------------------------- |
| Šašić 84' (pen.)                               | Report     | Nécib 64'                                 |
| Behringer · Laudehr · Peter · Marozsán · Šašić | 5–4        | Thiney · Abily · Nécib · Renard · Lavogez |

| China | 0–1    | Statele Unite |
| ----- | ------ | ------------- |
|       | Report | Lloyd 51'     |

| Australia | 0–1    | Japonia      |
| --------- | ------ | ------------ |
|           | Report | Iwabuchi 87' |

| Anglia                | 2–1    | Canada       |
| --------------------- | ------ | ------------ |
| Taylor 11' Bronze 14' | Report | Sinclair 42' |

### Semifinale
| Statele Unite               | 2–0    | Germania |
| --------------------------- | ------ | -------- |
| Lloyd 69' (pen.) O'Hara 84' | Report |          |

| Japonia                                | 2–1    | Anglia              |
| -------------------------------------- | ------ | ------------------- |
| Miyama 33' (pen.) Bassett 90+2' (o.g.) | Report | Williams 40' (pen.) |

### Finala mică
| Germania | 0–1 (d.p.) | Anglia               |
| -------- | ---------- | -------------------- |
|          | Report     | Williams 108' (pen.) |

### Finala
| Statele Unite                           | 5–2    | Japonia                       |
| --------------------------------------- | ------ | ----------------------------- |
| Lloyd 3', 5', 16' Holiday 14' Heath 54' | Report | Ōgimi 27' Johnston 52' (o.g.) |

## Marcatori
6 goluri
- Célia Šašić
- Carli Lloyd

5 goluri
- Anja Mittag

3 goluri
- Kyah Simon
- Gaëlle Enganamouit
- Fara Williams
- Marie-Laure Delie
- Eugénie Le Sommer
- Ada Hegerberg
- Ramona Bachmann
- Fabienne Humm

2 goluri
- Lisa De Vanna
- Madeleine Ngono Mani
- Gabrielle Onguéné
- Christine Sinclair
- Wang Lisi
- Wang Shanshan
- Lady Andrade
- Lucy Bronze
- Karen Carney
- Sara Däbritz
- Lena Petermann
- Ange N'Guessan
- Aya Miyama
- Yūki Ōgimi
- Kirsten van de Ven
- Solveig Gulbrandsen
- Isabell Herlovsen
- Linda Sembrant
- Orathai Srimanee
- Megan Rapinoe

1 goal
- Andressa Alves
- Formiga
- Marta
- Raquel
- Christine Manie
- Ajara Nchout
- Josée Bélanger
- Ashley Lawrence
- Daniela Montoya
- Catalina Usme
- Melissa Herrera
- Raquel Rodríguez
- Karla Villalobos
- Angie Ponce
- Steph Houghton
- Fran Kirby
- Jodie Taylor
- Amandine Henry
- Louisa Nécib
- Élodie Thomis
- Melanie Behringer
- Simone Laudehr
- Melanie Leupolz
- Dzsenifer Marozsán
- Alexandra Popp
- Josée Nahi
- Saori Ariyoshi
- Mana Iwabuchi
- Mizuho Sakaguchi
- Aya Sameshima
- Yuika Sugasawa
- Fabiola Ibarra
- Verónica Pérez
- Lieke Martens
- Rebekah Stott
- Hannah Wilkinson
- Ngozi Okobi
- Francisca Ordega
- Asisat Oshoala
- Maren Mjelde
- Trine Rønning
- Cho So-hyun
- Jeon Ga-eul
- Ji So-yun
- Kim Soo-yun
- Verónica Boquete
- Victoria Losada
- Nilla Fischer
- Sofia Jakobsson
- Eseosa Aigbogun
- Ana-Maria Crnogorčević
- Martina Moser
- Thanatta Chawong
- Tobin Heath
- Lauren Holiday
- Alex Morgan
- Kelley O'Hara
- Christen Press
- Abby Wambach

1 autogol
- Laura Bassett (vs. Japonia)
- Jennifer Ruiz (vs. Franța)
- Desire Oparanozie (vs. Suedia)
- Julie Johnston (vs. Japonia)

2 autogoluri
- Angie Ponce (în același meci cu Elveția)

Source: FIFA.com